# سنت-ایگنی
سنت-ایگنی (به فرانسوی: Saint-Aigny) یک کمون در فرانسه است که در اندر واقع شده‌است. سنت-ایگنی ۱۴٫۸۶ کیلومتر مربع مساحت و ۲۹۶ نفر جمعیت دارد و ۹۰ متر بالاتر از سطح دریا واقع شده‌است.